# Historia de Reus

## Repoblación
Hacia el año 1150, el normando Roberto de Aguiló repobló la región, siendo la primera prueba documental una cita en un deslinde de término con Ciurana del año 1151, así como la donación de Roberto de Aguiló el 3 de junio de 1154 a favor de la iglesia de Sant Fructuós como alodio perpetuo. El 5 de junio de 1154 el arzobispo de Tarragona entregó dos tercios de Reus en feudo a Bertran de Castellet, como castellano, con el encargo de construir una iglesia dependiente del Arzobispado. El 29 de junio de 1159, en el reparto de rentas de bienes eclesiásticos, el tercio de Reus con su parroquia de Santa María se otorgó al canónigo camarlengo, iniciándose así la duplicidad de la señoría en la que el camarlengo tenía un tercio y además la alta y baja jurisdicción y el mero y mixto imperio. Por entonces la ciudad era llamada Redis o Reddis. El castellano Bernat de Bell-lloc le otorgó carta de población el 3 de agosto de 1183, donando la propiedad de las casas y huertas, estableciendo un censo a abonar por las tierras de cultivo y reservándose la justicia, aunque reconociendo su vasallaje respecto del arzobispado de Tarragona. El 2 de junio de 1186 el camarlengo Joan de Santboi otorgó carta de franqueza, confirmando la del castellano. El camarlengo recibió la señoría directa el 25 de abril de 1203 de manos del Arzobispo.

## Camarlengo y castellano de Reus
Reus creció con cierta rapidez, únicamente frenada por la aparición de la peste negra, que fue sin embargo rápidamente superada según el censo de 1358.
La administración del camarlengo, de quien dependía el castellano, se complementaba con dos batlles o alcaldes, tres jurados y 30 consejeros (y el Consejo de los Cien para ciertos asuntos de importancia). En 1305 Reus se sublevó contra el arzobispo Rodrigo de Tello que quería hacer pagar a los vecinos de Reus y de otros pueblos del Camp de Tarragona la reconstrucción de las murallas de la ciudad de Tarragona. Ello supuso el embrión de la Comuna del Camp. En 1309 el rey le concedió el derecho de celebrar mercado los lunes y el arzobispo Guillem de Rocabertí confirmó dicho privilegio en 1315. El arzobispo Arnau de Sescomes le concedió el privilegio de realizar una feria de 15 días en 1342, privilegio confirmado por el rey en 1343. En 1328 se extinguió la dinastía de los castellanos, los Bell-lloc, pasando a manos de Bernat de Cabrera quien en 1335 la vendió a Pere Mulet, el cual, a su vez, la perdió por deudas en 1345, embargándola Joan Savall. Los herederos de Mulet vendieron sus derechos al tarraconense Bernat d'Olzinelles en 1349. En 1348 la Peste Negra causó estragos en Reus y en todo el Camp de Tarragona.

## Camarlengos y Papas
El camarlengo Pere Roger de Belfort disputó el dominio con el arzobispo López de Ayerbe, que envió un ejército que diezmó la ciudad. Un segundo ataque fue rechazado y los atacantes perseguidos hasta La Selva del Camp, donde lograron resistir. Un tercer ataque supuso la ocupación militar de la ciudad, que fue entregada al saqueo. El camarlengo Pere Roger de Belfort, sobrino de Clemente VI, que entonces residía en Aviñón con su tío, convenció al Papa para llamar al arzobispo, y el pontífice obtuvo un compromiso de paz.
Pere Roger concedió una de las rosas de su blasón a la ciudad como escudo, y más tarde fue elegido Papa con el nombre de Gregorio XI, manteniéndose como señor de Reus, por cuyo motivo el escudo fue coronado con la tiara pontificia y adornado con las llaves de San Pedro. En 1380 Reus y el camarlengo Bernat Despujol lucharon de nuevo contra el arzobispo; algunos actos produjeron represalias, pero Reus compró el perdón real en 1393. El castellano Joan d'Olzinelles perdió el dominio por deudas, que salió a subasta en el 1397, siendo comprado por el camarlengo Pedro de Luna (futuro Benedicto XIII) unificándose así ambas señorías. En 1413 sufrió una nueva caída demográfica, que se había corregido a finales de siglo. En este año 1413 la ciudad simpatizaba con Jaime II de Urgel.
El 29 de mayo de 1462 la ciudad se une a un movimiento independentista contra Juan II de Aragón, pero las milicias de Reus quedan diezmadas en la batalla de Santa Coloma y, ante las amenazas del conde de Prades se entregó al rey el 1 de noviembre de 1462, aunque la hostilidad siguió latente.

## SigloXVIy primera mitad delsigloXVII
Durante el siglo XVI sufrió la peste 15 veces, y tres más en el siglo XVII. La ciudad, como en el resto de Cataluña y Aragón recibió una abundante inmigración occitana.
El Papa, encarcelado por el emperador en el Castillo de Sant Angelo, bajo la vigilancia del caballero Felip de Cervelló, donó a este, en agradecimiento al correcto trato dispensado, la señoría de Reus como feudo perpetuo, y a su pariente Berenguer de Cervelló la de Tarragona. Felipe obtuvo por una Bula papal la jurisdicción civil y criminal, la mitad de los diezmos y rentas (la otra mitad sería para el camarlengo). Tarragona se negó a aceptar la Bula, y siguió un pleito que acabó con la renuncia de los Cervelló, declarándose extinguida la señoría y el camarlengo, pasando al Capítulo de la ciudad, que pagaría una renta a los Cervelló.
El Capítulo no administró bien la ciudad, en la que se establecieron ladrones y bandoleros. El arzobispo Agustí compró la señoría al Capítulo en 1581 a cambio de una pensión para el Capítulo, que conservaría las rentas y diezmos, el castillo y las prensas y hornos (salvo uno). Los habitantes de Reus quisieron comprar la señoría, pero el rey aprobó la venta a Agustí, y los reusenses acudieron a la justicia. La sentencia de 1592 dio la razón al Capítulo, pero la ciudad hubo de ser tomada por la fuerza (y excomulgada). Finalmente, en 1619 se llegó a una reconciliación con el arzobispo Joan de Montcada, que otorgó privilegios a los jurados. En 1625 la oferta de compra del duque de Cardona (los Cardona ya habían querido comprar la ciudad en otra ocasión) fue rechazada.

## Sublevación de Cataluña (1640)
Al iniciarse la guerra de 1640 Reus tenía 1.200 casas habitadas pero quedaron reducidas a 800 al final de la guerra. El siglo XVII llega emigración procedente de Castilla, y de otros lugares de Cataluña. El 16 de diciembre de 1640 fue declarada enemiga de la patria por las Cortes catalanas y los bienes de sus habitantes confiscados, como respuesta a su no participación activa en la guerra. En 1641 fue ocupada por el francés La Mothe, y el banquero Pere Mancha pagó un rescate para que la ciudad no fuese saqueada. Los soldados franceses se comportaron como ocupantes y Reus se entregó a los castellanos en enero de 1642. Parece que estos reprodujeron las acciones de los franceses (violaciones, exacciones). Una historia popular cuenta que una dama que tenía preso a su marido obtuvo su libertad a cambio de pasar una noche con el capitán de los ocupantes; el marido aceptó y la dama cometió adulterio, pero al día siguiente el prisionero apareció ahorcado. La dama llegó a ser luego un soldado y acabó matando en combate al capitán.

## Reus con el archiduque
Reus fue fiel a Felipe V de España hasta 1705 pero ese año, bajo la dirección de Joan Nebot, natural de Riudoms, se sublevó en favor del archiduque Carlos de Austria. El 3 de julio de 1706 el archiduque entra en la ciudad . En 1707 Reus cae por breve tiempo en poder de los borbónicos y en 1709 se rinde a de nuevo a franceses y castellanos. En 1710 vuelve al campo del archiduque. El 5 de junio de 1712 la esposa del archiduque, Isabel Cristina de Brunswick, otorgó a Reus el título de Ciudad imperial y atenta.
En 1713 es ocupada por los borbónicos, pero cuando en 1714 se piden voluntarios para el somatén felipista no se presentó ni un solo ciudadano. Los austracistas llevaban el cabello largo y descuidado y los botiflers, como se conocía a los felipistas, lo llevaban recogido; los balcones se adornaban con águilas, un símbolo imperial. En 1719 va entró por dos veces en la ciudad el guerrillero catalanista Pere Joan Barceló alias Carrasclet, fiel al archiduque.

## Crecimiento delsigloXVIII
A lo largo del siglo XVIII, Reus tuvo un crecimiento espectacular, llegando a ser la segunda ciudad de Cataluña en número de habitantes. Las murallas fueron derribadas antes de 1728, siendo completado el derribo en el 1766. El centro de la ciudad, ubicado entre la Plaza Mercadal, el Carrer Major, el de la Font i la Plaza de Sant Pere, se desplazó hacia la actual Plaza Prim. El arzobispo mantenía la señoría, pero el alcalde era nombrado de entre una terna propuesta por el Ayuntamiento. Se desarrolló el comercio textil y el del aguardiente. De este último producto Reus era el primer centro de cotización, siendo los otros París y Londres, de donde procede el dicho "Reus, París y Londres".
La construcción de un canal entre Reus y Salou, propuesta por Pere Sunyer, fue autorizada, pero fue posteriormente revocada, y finalmente concedida en 1805, aunque ya no se llevó a cabo por haber estallado la Guerra de la Independencia, siendo confiscados por la Junta del Principado los fondos recolectados para la obra (para destinarlos a la guerra).
En esta época Reus tenía consulados de los Estados Unidos, Liguria, Reino Unido, Holanda, Suecia, Ragusa, Dinamarca, Sicilia, Estados Pontificios, Francia, Portugal, Nápoles y Prusia.

## La Guerra de la Independencia
El 26 de febrero de 1809 las tropas francesas entraron en Reus, y en 1812 la ciudad se convierte en capital del nuevo departamento francés de Bocas del Ebro, como parte de Francia, a la que Cataluña había sido anexionada. Los franceses salieron de Reus en 1814.

## ElsigloXIXy Prim
En el siglo XIX se produjo un estancamiento demográfico, pero Reus todavía acabó el siglo siendo la segunda ciudad de Cataluña.
En 1817 Reus apoyó la sublevación liberal del general Luis Lacy y Gautier y en 1820 el pronunciamiento de Rafael de Riego. El 7 de noviembre de 1823 vuelve a ser ocupada por los franceses.
En 1837 la milicia de Reus se subleva, proclamando la Constitución española de 1812. En 1838 los carlistas matan a 130 milicianos en una trampa tendida en Morell y Vilallonga del Campo. En 1843 se pronunciaron en Reus Juan Prim y Lorenzo Milans del Bosch y la ciudad fue bombardeada por el general Zurbano hasta que cesó el bombardeo a ruegos de Maria Rosa Molas Vallvé. Con el triunfo del movimiento, con el que el pueblo no estaba de acuerdo, Reus recibió el título de ciudad y Prim el de conde de Reus.
En 1854 apoyó la Vicalvarada y en 1856 intentó resistir tras la caída del Gobierno de ella surgido. En 1860 se celebraron fiestas para celebrar los triunfos de Prim en la guerra de Marruecos. En 1868 Reus se adhiere entusiásticamente al golpe de Estado de Prim (La Gloriosa). En las elecciones el partido mayoritario fue el Partido Federal.
En 1872 el general carlista Joan Francesch i Serret entró en Reus por breve tiempo, falleciendo en el combate. En 1873 se recibió con entusiasmo la Primera República. Durante la Restauración borbónica los autonomistas y republicanos son los partidos mayoritarios en la ciudad.
En 1879 se funda el primer diario nacionalista, Lo Campanar de Reus. En 1884 se funda la Asociación Catalanista de Reus, en cuya sede se celebró en 1893 la asamblea de la Unió Catalanista. Pau Font de Rubinat fundó en 1886 el diario catalanista Lo Somatent. En 1856 se inauguró el ferrocarril de Reus a Tarragona, impulsado por Josep Parellada. En 1854 se crea una compañía local de gas, y en 1863 el Banco de Reus. En 1895 llega al término de Reus la filoxera, arrasando los viñedos y dando paso al cultivo mayoritario de la avellana. En 1897 se funda una compañía eléctrica (la Electra Reusenca).

## La República y Franco

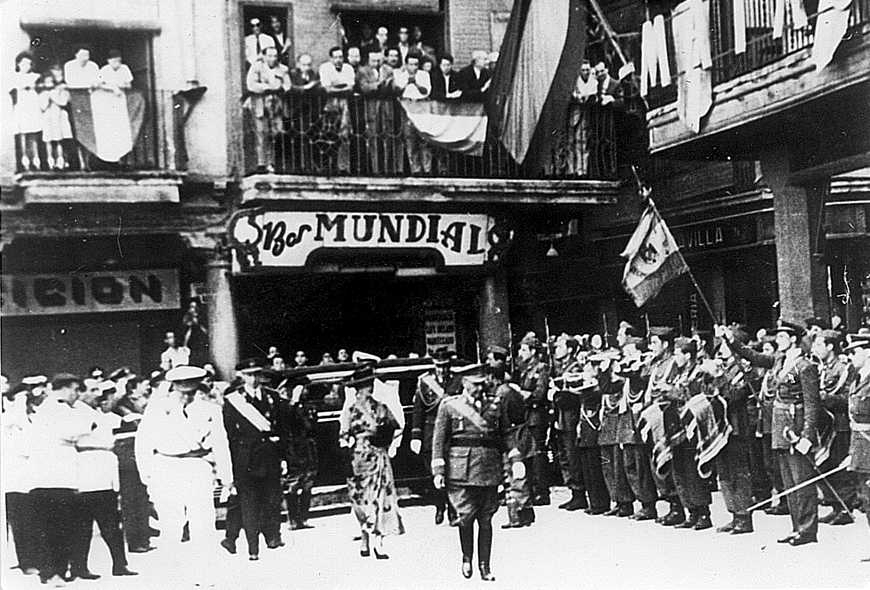
Franco visita Reus en 1940.

El 12 de abril de 1931, en las elecciones municipales, Reus vota las candidaturas republicanas.
Durante la guerra civil española sufre bombardeos de las fuerzas franquistas. Una bomba destruyó un refugio civil en la Plaza de los Cuarteles, hoy Plaza de la Libertad, provocando docenas de víctimas civiles. El Ejército sublevado ocupó la ciudad el 15 de enero de 1939, instalando un campo de concentración de prisioneros que encontró su ubicación definitiva en el Cuartel de Caballería que existía, asimismo, en la actual Plaza de la Libertad. Llegó a albergar a tres mil personas, y operó entre 1939 y julio de 1942, momento en el que tuvo que ser clausurado definitivamente por sus lamentables condiciones higiénicas: Una epidemia de tifus exantemático afectó a la mayoría de sus internos ese mismo año.
En 1943 la Diputación provincial elige mayoritariamente a su alcalde Antonio Valls Juliá para el cargo de procurador en Cortes en la I Legislatura de las Cortes Españolas (1943-1946), representando a los municipios de esta provincia. Francisco Llevat fue varios años el alcalde hasta 1977, cuando llega a la Alcaldía Miquel Colàs Piquer, un industrial independiente próximo al régimen pero abierto a las nuevas corrientes democráticas.

## Años recientes
El primer alcalde democrático, en 1979, fue el socialista Carles Martí Massagué, abogado de Reus. Le siguió en 1983 Anton Borrell Marcó, que falleció en accidente de carretera; siendo su sucesor Juan Maria Roig, aunque por discrepancias con su partido fue sustituido por Josep Abelló Padró, perteneciente a la familia Abelló, muy conocida en Reus. Se retiró a la vida privada en 1999, ocupando el cargo Lluís Miquel Pérez Segura, antiguo empleado de banca, que aún ejerció el cargo hasta 2011, año en que por primera vez entra al mando del Consistorio CiU, de manos de Carles Pellicer Punyed. Para las elecciones de 2023, Carles Pellicer no se presentaría para la reelección, siendo Teresa Pallarès la candidata que cogería su relevo, por otro lado, Sandra Guaita Esteruelas del PSC sería la otra candidata con más relevancia, siendo esta última quien desde el 17 de junio de 2023 es la alcaldesa de la ciudad.
Desde las primeras elecciones democráticas el Ayuntamiento ha estado controlado por el Partit dels Socialistes de Catalunya, que siempre gobernaron con el apoyo del Partit Socialista Unificat de Catalunya y posteriormente de Iniciativa per Catalunya, incluyendo los períodos en que tenían mayoría absoluta. Al perder dicha mayoría absoluta, Esquerra Republicana de Catalunya se convirtió en el partido clave en el consistorio, quedando así un tripartito formado por ERC-ICV-PSC, en un consistorio donde el voto-protesta quedó reflejado en la aparición de la CORI de manos de su representante Ariel Santamaria y su particular programa electoral. Durante la legislatura 2007-2011 varios titulares fueron marcando el gobierno tripartito y haciéndole perder popularidad; las voces en contra del gobierno de la ciudad cada vez eran más y de cara a las elecciones del año 2011, Lluís Miquel Pérez Segura decide reformar la lista que presenta el PSC a los comicios. Las fuertes discrepancias internas del partido, junto a los últimos años de gobierno y el insóltio e inesperado hecho de dejar fuera de la lista, a quien muchos veían como el futuro candidato del PSC en Reus, Eduard Ortiz Castellon hizo que el PSC fuera el gran derrotado en las elecciones, rompiendo así 32 años de gobiernos socialistas. CiU, entrara al mando del consistorio quedando elegido como alcalde de la ciudad Carles Pellicer Punyed. En esta nueva legislatura CiU firma un pacto de gobierno con PPC y su representante Alicia Alegret Marti. Durante esas mismas elecciones, el voto, mucho más fraccionado, favorece la entrada al Ayuntamiento de partidos como Ara Reus con Jordi Cervera Martínez y CUP con David Vidal Caballe; partidos que junto, a los anteriormente mencionados CiU, PPC, ICV y PSC dan forma al IX Consistorio democrático de Reus.
El X Consistorio Democrático ha sido formado esta vez por siete formaciones políticas después de las elecciones municipales de mayo de 2015, entre las cuales encontramos en primera posición a CiU con siete concejales, CUP con seis, Ciutadans, Cs Partido de la Ciudadanía con cuatro y de portavoz a Juan Carlos Sánchez, Damián Morales , Guillem Figueras y Pepa Labrador , PSC con cuatro, ERC con dos, PPC dos y finalmente [ARA Reus] con dos concejales